# Bahnhof Güsen (Kr Genthin)
Der Bahnhof Güsen (Kr Genthin) liegt im Ort Güsen an der Bahnstrecke Berlin–Magdeburg. Er wurde 1846 eröffnet. Von 1919 bzw. 1924 an war der Bahnhof Ausgangspunkt zweier weiterer Strecken nach Ziesar bzw. Jerichow. Diese Strecken waren bis 1999 in Betrieb. Die beiden Empfangsgebäude der Staatsbahn und der Kleinbahn stehen unter Denkmalschutz.

## Lage und Name
Der Bahnhof liegt am Streckenkilometer 106,2 der Bahnstrecke Berlin–Magdeburg (gezählt vom früheren Potsdamer Bahnhof in Berlin). Die Strecke verläuft im Bereich des Bahnhofs annähernd in Nordost-Südwest-Richtung. Die beiden im ehemaligen Kleinbahnhof beginnenden Strecken nach Ziesar und Güsar wenden nordöstlich des Bahnhofs nach Südosten bzw. Norden, die Strecke nach Jerichow überquert dabei die Gleise aus Richtung Berlin auf einer Brücke.
Der Bahnhof wurde etwa zwei Kilometer südlich des Ortskerns von Güsen (heute Ortsteil der Gemeinde Elbe-Parey im Landkreis Jerichower Land) an der Landstraße nach Hohenseeden angelegt. Die Straße trägt im Ort heute den Namen Breiter Weg und ist zwischen Bahnhof und Ortskern mittlerweile überwiegend bebaut. Südlich und westlich des Ortskerns von Güsen liegen an der Strecke nach Jerichow die Haltepunkte Güsen Dorf und Zerben.
Der Bahnhof trug ursprünglich nur den Namen Güsen. In den Jahren zwischen Erstem und Zweiten Weltkrieg hieß er Güsen (Bz Magdeburg), der Kleinbahnhof wurde als separater Bahnhof Güsen Klbf geführt, in den 1940er Namen auch als Güsen Süd. Seit Anfang der 1950er Jahre heißt der Bahnhof Güsen (Kr Genthin), was auch den Bahnhofsteil für die Strecken nach Jerichow und Ziesar mit einschloss. Während sowohl das Betriebsstellenverzeichnis von DB Netz als auch das Stationsverzeichnis von DB Station und Service weiterhin diese Bezeichnung verwenden, wird in den Fahrplänen und auf Bahnsteigschildern die Station heute unter den Namen Güsen (b Genthin) geführt.

## Geschichte
Der Bahnhof ging am 7. August 1846 mit der Eröffnung der Bahnstrecke von Potsdam nach Magdeburg in Betrieb.
Bald nach Eröffnung der Station wurde zur Anbindung der nördlich des Bahnhofs gelegenen Dörfer eine zunächst zweimal täglich verkehrende Personenpostverbindung von Güsen nach Parey eingerichtet.

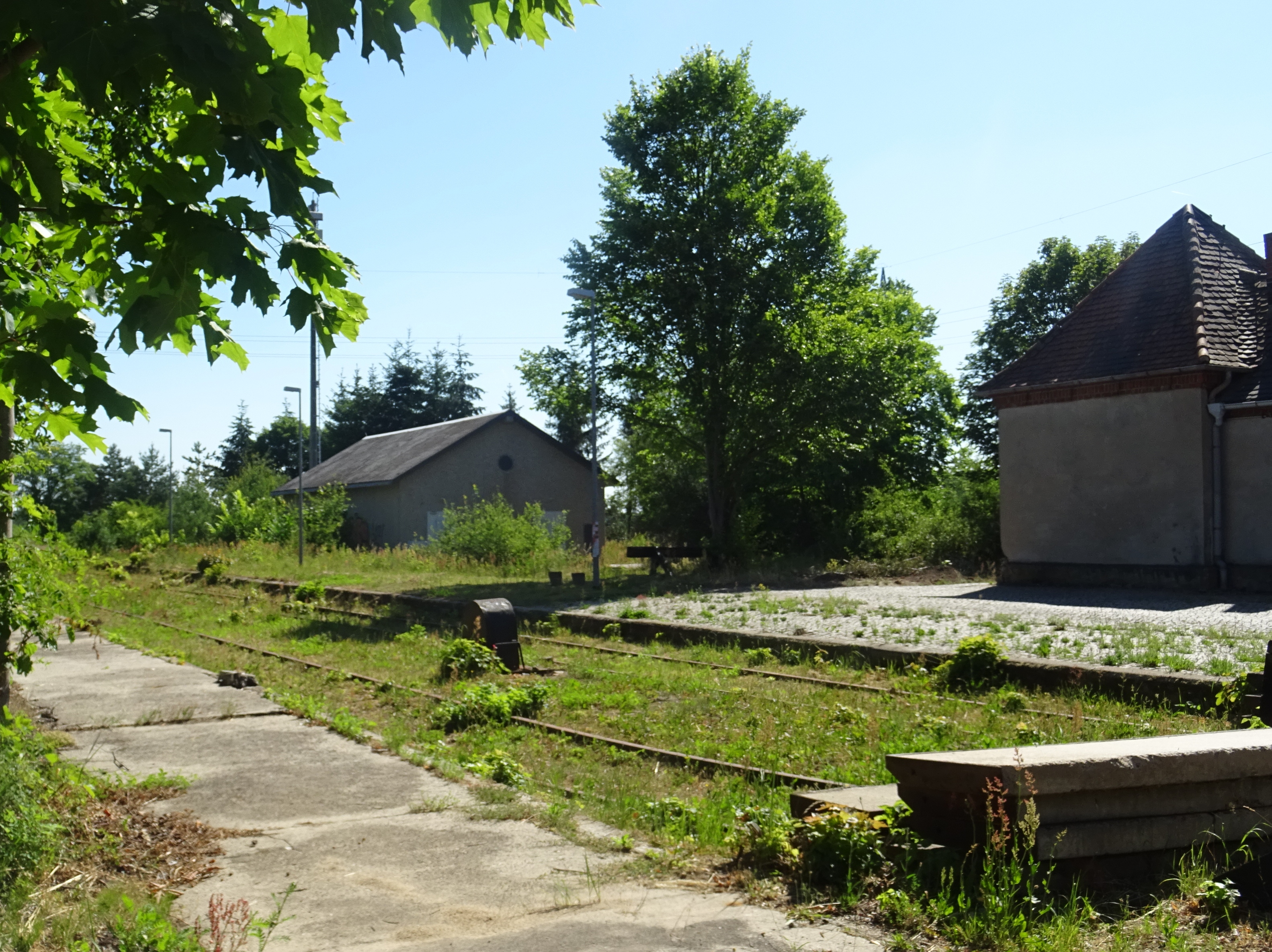
Ehemalige Bahnsteige und Gleise des Kleinbahnhofs.

1914 beschloss die Ziesarer Kleinbahn AG den Bau einer Bahnstrecke von Güsen nach Ziesar, diese ging am 2. April 1917 in Betrieb. Die Gesellschaft plante gemeinsam mit der Genthiner Kleinbahn AG eine Verbindung zwischen den Netzen beider Gesellschaften, die von Güsen nach Jerichow führen sollte. Die Bauarbeiten zogen sich in, erst am 25. Oktober 1924 verkehrte der erste Zug zwischen Güsen und Jerichow. Unterdessen waren bereits 1923 beide Gesellschaften zur Kleinbahn AG Genthin–Ziesar fusioniert.
Vor dem Zweiten Weltkrieg war der Reichsbahnhof Güsen ein Bahnhof der zweithöchsten Bahnhofsklasse II.
Nach 1945 kam auch die Genthiner Kleinbahn zur Deutschen Reichsbahn. Haupt- und Kleinbahnhof wurden zu einer gemeinsamen Betriebsstelle, die Züge Richtung Ziesar und Jerichow fuhren auch weiterhin von den Bahnsteigen der früheren Kleinbahn ab. Zwischen 1945 und 1952 war wegen der zerstörten Brücke über den Elbe-Havel-Kanal der Verkehr von Güsen in Richtung Jerichow unterbrochen.
Im Dezember 1995 wurde im Hauptbahnteil des Bahnhofs der elektrische Betrieb aufgenommen. Im Zusammenhang mit dem Streckenausbau wurde auch der Bahnhof umgebaut. Der Bahnsteig für Züge in Richtung Genthin und Berlin wurde vom Empfangsgebäude weg auf die andere Seite des Bahnübergangs verlegt. Zum Fahrplanwechsel 1999 wurde der Personenverkehr auf den beiden von Güsen ausgehenden Strecken nach Ziesar und Jerichow vom Land Sachsen-Anhalt abbestellt, letzter Betriebstag war der 29. Mai. Die Stilllegung beider Strecken wurde am 13. Dezember 2004 genehmigt und zum 1. Januar 2005 vollzogen. Ein etwa vier Kilometer Abschnitt der Strecke nach Jerichow blieb als Nebengleis des Bahnhofs Güsen in Betrieb. Es dient dem Anschluss zu einem Betonschwellenwerk.

## Anlagen

### Strecken und Gleise

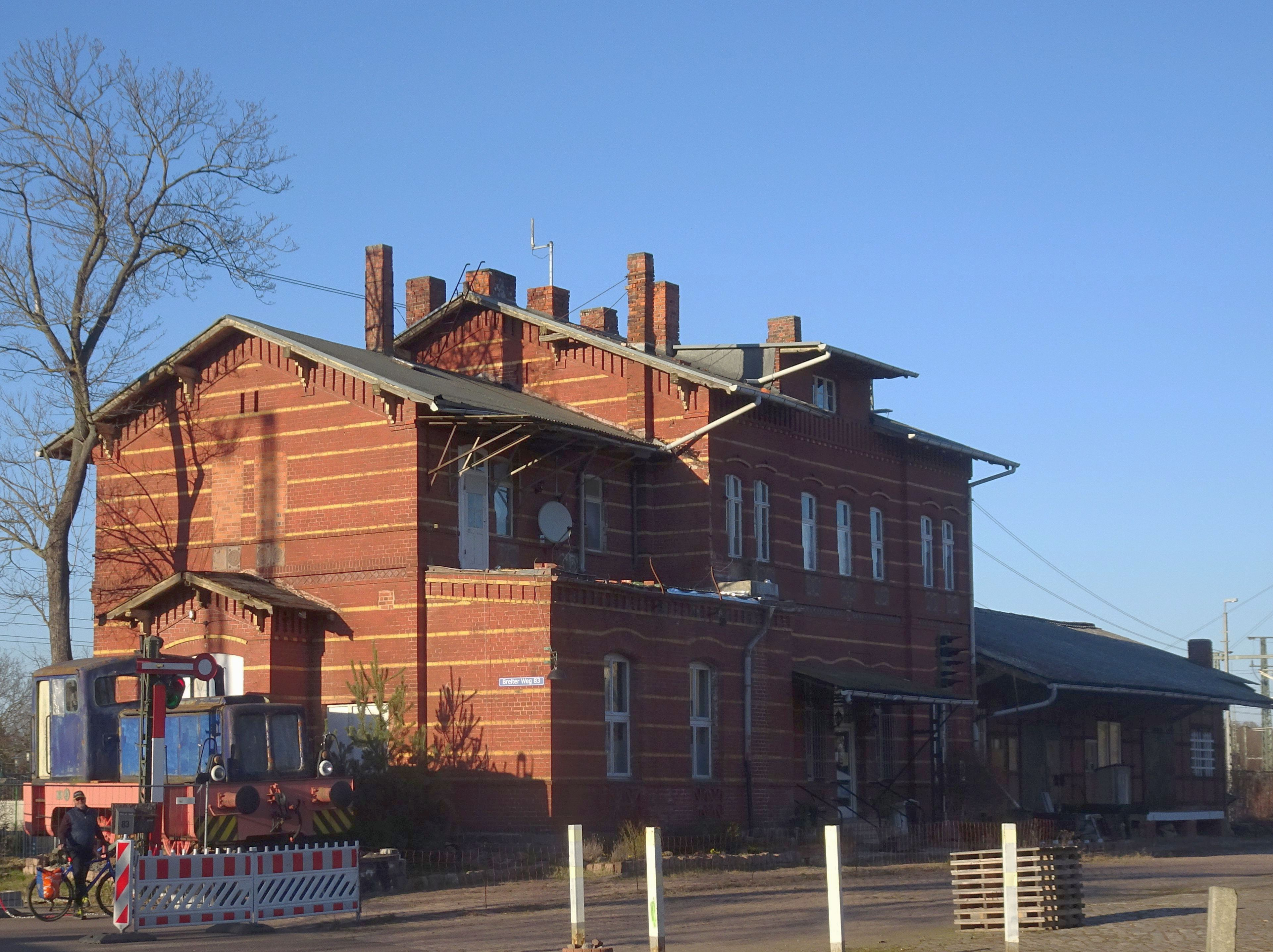
Empfangsgebäude der Hauptbahn. Seite zum Vorplatz mit Denkmallok.

Die Anlagen für den Personenverkehr befinden sich im Südwestteil des Bahnhofs im Bereich des Bahnübergangs der Landstraße. In diesem Bereich liegen nur die beiden Bahnsteiggleise. Nordöstlich davon liegen die Anlagen für den Güterverkehr bzw. für eine betriebliche Nutzung, im nordöstlichen Teil des Bahnhofs das Übergabegleis zu den Anlagen des Kleinbahnhofs.

### Empfangsgebäude der Hauptbahn
Das Bahnhofsgebäude liegt auf der südöstlichen, ortsabgewandten Seite der Gleise. Im Kern ist es ein symmetrischer zweistöckiger Backsteinbau mit sechs Achsen mit zweiachsigem Mittelrisaliten und Satteldach. Nach Südwesten schließt sich ein Backsteinanbau an. Dieser ist ebenfalls zweigeschossig mit Satteldach, jedoch etwas niedriger als der Hauptteil. Auf der gleisabgewandten Seite besitzt der Bau einen einstöckigen Vorbau mit Flachdach, das vom Obergeschoss als Terrasse genutzt wurde. Nördlich des Hauptteils schließt sich der einstöckige Güterschuppen an.
Seit den 1990er Jahren dient das Bahnhofsgebäude nicht mehr bahnbetrieblichen Zwecken. Heute ist es in Privatbesitz. Der Besitzer hat vor dem Bahnhofsgebäude eine in Babelsberg hergestellte Kleinlok des Typs LKM V 10 B als Denkmal aufgestellt.
Das Gebäude wird unter der ID 094 76539 in der Denkmalliste des Landes Sachsen-Anhalt geführt.

### Kleinbahnhof

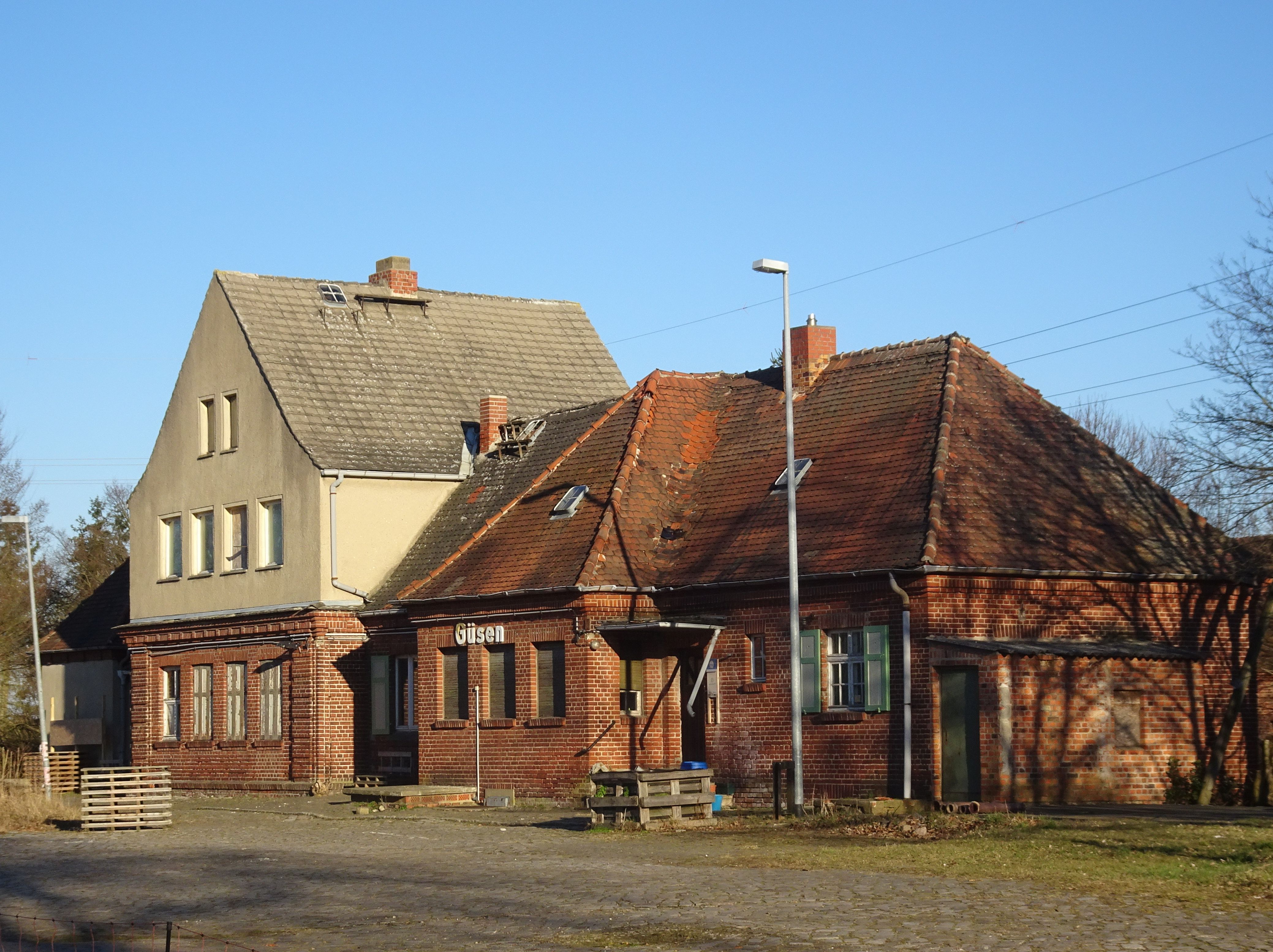
Empfangsgebäude der Kleinbahn. Seite zum Vorplatz und zu den Gleisen.

Südöstlich an das Bahnhofsgebäude der Hauptbahn schließt sich ein gepflasterter Vorplatz an. An dessen Nordostseite liegen die beiden Kopfgleise der Kleinbahn jeweils mit einem Außenbahnsteig. Südöstlich davon steht das Bahnhofsgebäude der Kleinbahn. Es besteht aus zwei Teilen: auf der Südwestseite ein eingeschossiger Backsteinbau mit Walmdach und einem zentralen Vorbau. Das daran nordöstlich angebaute giebelständige Wohnhaus mit Satteldach greift im Untergeschoss die Backsteinarchitektur des benachbarten Gebäudeteils auf, der Oberteil ist verputzt. Auf der Nordostseite befindet sich ein kleiner eingeschossiger Anbau.
Das Gebäude steht auf der Denkmalliste des Landes Sachsen-Anhalt (ID 094 76540). Das Ensemble gilt in der Kombination aus zwei gegenüberliegenden Empfangsgebäuden an einem durchgehend gepflasterten Vorplatz als Besonderheit und sowohl aus städtebaulichen als auch aus eisenbahngeschichtlichen Gründen denkmalgeschützt. Denkmalgeschützt sind auch die Reste der Bahnsteige des Kleinbahnhofs mit 50 Metern Gleis.
Das Gebäude ist im Privatbesitz. Es wird vom Verein Bahnhof17 genutzt, der sich für eine Wiederbelebung des Areals einsetzt. Vorgesehen sind unter anderem verschiedene öffentliche Nutzungen, ein Gründerlabor für neue Unternehmen und Co-Working-Räume.

## Personenverkehr

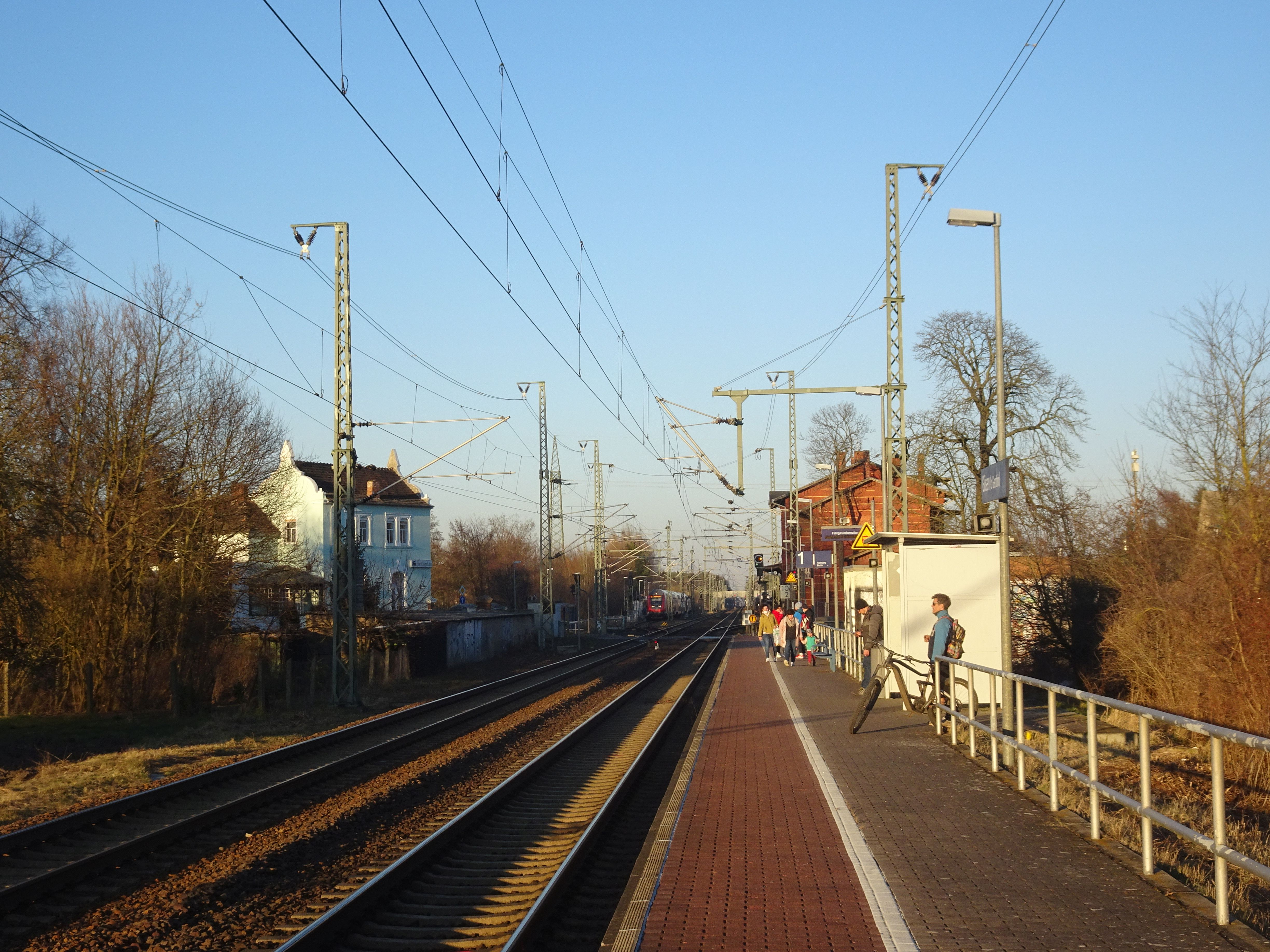
Bahnsteig Richtung Berlin. Im Hintergrund Empfangsgebäude und Bahnsteig der Gegenrichtung.

1914, kurz vor dem Ersten Weltkrieg hielten je nach Richtung sieben oder acht Personenzüge in Güsen. 1939 verkehrten je nach Tag zwischen 11 und 13 Personenzüge je Richtung auf der Hauptbahn. Die meisten dieser Züge fuhren durchgehend von Magdeburg nach Berlin. Schnell- und Eilzüge hielten üblicherweise nicht in Güsen. Auf den beiden Nebenstrecken nach Ziesar und Jerichow verkehrten in den meisten Jahren vier oder fünf Zugpaare. Auf der Strecke nach Jerichow war das Reisezugverkehr zwischen 1936 und 1939 aus Kostengründen durch Busse ersetzt worden.
Nach dem Zweiten Weltkrieg blieb die Bedienung des Bahnhofs Güsen im Personenverkehr im Grundsatz so ähnlich. 1960 bedienten je nach Wochentag zehn bis zwölf Personenzugpaare die Hauptbahn, etwa fünf bis sechs Paare verkehrten Richtung Ziesar und zwölf Paare werktags nach Jerichow, am Wochenende weniger. In den 1980er Jahren erhöhte sich auf der Hauptbahn das Angebot auf etwa 16 Zugpaare am Tag. Richtung Osten fuhren sie in der Regel nur noch bis Brandenburg und selten nach Potsdam, nicht mehr direkt nach Berlin. Es gab auch einzelne Züge sowohl Richtung Magdeburg als auch Brandenburg, die in Güsen begannen bzw. endeten.
In den 1990er Jahren wurde der Personenverkehr schrittweise vertaktet. Im Fahrplan 1998/99 wurde der Bahnhof von folgenden Linien bedient:
| Linie | Linienverlauf | Takt (min) |
| ----- | --- | ---------- |
| RE 1  | Magdeburg Hauptbahnhof – Burg (b Magdeburg) – Güsen (Kr Genthin) – Genthin – Brandenburg – Werder – Potsdam Hauptbahnhof – Berlin – Fürstenwalde | 120        |
| RB 31 | Magdeburg Hauptbahnhof – Burg (b Magdeburg) – Güsen (Kr Genthin) – Genthin                                                                       | 120        |
| RB 33 | Güsen (Kr Genthin) – Jerichow | 120        |
| RB 34 | Güsen (Kr Genthin) – Ziesar | 120        |

Der Verkehr auf den Linien nach Jerichow und Ziesar wurde 1999 abbestellt. Anfang der 2000er Jahre wurde die RB 31 östlich von Burg eingestellt, seitdem verkehrt der RE 1 stündlich durchgehend von und nach Magdeburg. Seit Dezember 2022 betreibt die Ostdeutsche Eisenbahn (ODEG) den Verkehr auf dieser Linie.
| Linie                    | Linienverlauf | Takt (min) |
| ------------------------ | --- | ---------- |
| RE 1                     | Magdeburg Hauptbahnhof – Burg (b Magdeburg) – Güsen (Kr Genthin) – Genthin – Brandenburg – Werder – Potsdam Hauptbahnhof – Berlin – Fürstenwalde – Frankfurt (Oder) ( – Eisenhüttenstadt – Cottbus Hauptbahnhof) | 60         |
| Stand: 10. Dezember 2023 | |            |